# Río Correntoso
Le Río Correntoso est une rivière d'Argentine qui coule en Patagonie dans le département de Los Lagos de la province de Neuquén. C'est l'affluent le plus abondant du lac Nahuel Huapi. 

## Géographie
Le río Correntoso est tout entier situé sur le territoire de la ville de Villa La Angostura. Il est l'émissaire du lac Correntoso et relie ce dernier au lac Nahuel Huapi. Il est réputé pour être l'une des rivières les plus courtes du monde, avec seulement entre 200 et 300 mètres de longueur (ceci dépendant de la hauteur du niveau des lacs qui varie d'après les saisons). 
Deux ponts enjambent la rivière, l'un piétonnier, très populaire auprès des touristes, et l'autre bien plus imposant, sur lequel passe la route nationale 231 qui relie Villa La Angostura au territoire chilien.
Son parcours se déroule au sein du parc national Nahuel Huapi.

## La pêche
Le río Correntoso est renommé auprès des mordus de la pêche à la mouche, pour l'abondance de truites de grande taille, spécialement au niveau de son embouchure dans le lac Nahuel Huapi,.

## Source
- (es) Cet article est partiellement ou en totalité issu de l’article de Wikipédia en espagnol intitulé « Río Correntoso » (voir la liste des auteurs).